# Châteauredon
Châteauredon (wcześniej Decomacum) – miejscowość i gmina we Francji, w regionie Prowansja-Alpy-Lazurowe Wybrzeże, w departamencie Alpy Górnej Prowansji.

## Demografia
Według danych na rok 1990 gminę zamieszkiwało 67 osób, a gęstość zaludnienia wynosiła 6 osób/km². W styczniu 2015 r. Châteauredon zamieszkiwały 82 osoby, przy gęstości zaludnienia wynoszącej 7,3 osób/km².